# Церковь Рождества Богородицы (Тверь)
|Страна=Россия|Город=Тверь|Конфессия=Православие|Епархия=Тверская|Координаты=}}
Церковь Рождества Богородицы — построенный в конце XVIII века действующий храм Русской православной церкви, расположенный в Твери на улице Вагжанова (бывшая Ямская) на месте упраздненного мужского Архангельского монастыря на Всполье.

## История

### Архангельский монастырь на Всполье
Архангельский мужской монастырь на Всполье существовал уже в XIII веке. В 1319 году в него был доставлен перенесенный из Москвы прах князя Михаила Ярославича, впоследствии прославленного Русской церковью в лике святых, позже перенесенные в кафедральный Спасо-Преображенский собор. А в 1339 году в монастыре были встречены тела казненных в Золотой Орде ханом Узбеком великого князя Тверского Александра Михайловича и его сына Федора.
В 1558 году монастырь находился под управлением игумена Рафаила.
В 1764 году после секуляризационной реформы Екатерины II монастырь был упразднен, так как пребывал в упадке.

### Церковь Рождества Богородицы[1]
После пожара в Твери 1763 года из Дмитровского монастыря на место упраздненной обители на Всполье в 1765 году была перенесена деревянная церковь. Спустя два года, в 1767 году, церковь была освящена в честь Рождества Пресвятой Богородицы, и получила название по имени образовавшейся после перепланировки пострадавшего от пожара города Ямской слободы.
Строительство каменного храма на этом месте велось с 1772 года, однако завершен храм был только в 1802 году, когда был освящен второй придел во имя архистратига Михаила, возведенный на средства пристава Амосова. Кроме него, приделов в храме два: святого благоверного князя Михаила Тверского (правый, освящен в 1784 году) и Рождества Пресвятой Богородицы (главный, освящен в 1795 году).
В годы советской власти была уничтожена колокольня храма, помещения использовались для административных задач и как мастерские.

## Современное состояние
Православная община храма образована в 1995 году, в настоящее время храм передан верующим и в нём совершаются богослужения.